# Piero Soderini
Piero di Tommaso Soderini, también conocido como Pier Soderini, Florencia, (18 de mayo de 1450-Roma, 13 de junio de 1522), fue un estadista florentino de finales del siglo XV y comienzos del XVI.

## Biografía

### Familia
| Armas de los Soderini: de gules, a tres cornamentas de ciervo, de plata. |

Nacido en la República de Florencia, fue hijo de Tommaso Soderini y de su segunda mujer Dianora Tornabuoni.  Su padre era comerciante de seday había tenido varios cargos de responsabilidad en la administración de la república; su madre estaba emparentada con los Médici, pues era hermana de Lucrezia, que de su matrimonio con el signore Piero de Médici tuvo a Bianca, Nannina, María, Lorenzo y Giuliano.  
Piero tuvo tres hermanos (Giovan Vettorio, Paolantonio y Francesco), tres hermanas (Francesca, Caterina y Giovanna) y varios medio hermanos, fruto del primer matrimonio de su padre con Maria Cortigiani dei Visdomini. 
En 1476 se casó con Argentina Malaspina, hija del marqués de Fosdinovo Gabriele Malaspina.  La pareja no tuvo hijos.

### Primeros años

Italia en 1494.

En 1481 ya era prior de la ciudad, y durante los años siguientes desempeñó diversos puestos de responsabilidad por cuenta de la república: miembro de los Ocho de Guardia, podestà de Pistoia y de Arezzo, maestre de la aduana, superintendente de la cárcel de Stinche, comisario de Firenzuola y de la Romagna toscana, miembro del Consejo de los Cien, asistente de Niccolò Ridolfi en el comisariato de Pisa, Livorno y Lunigiana y conservador de las leyes.
En 1492 murió Lorenzo de Médici y le sucedió en la signoria su hijo Piero II de Médici.  El rey Carlos VIII de Francia planeaba meter sus tropas en Italia en dirección a la conquista del Reino de Nápoles, y Soderini ofició como embajador en el reino de Francia para sondear las intenciones del monarca sobre Florencia.  
En 1494 la invasión francesa se llevó a efecto, y la cesión por Piero de Médici de varias fortalezas de la República motivó un levantamiento popular que terminó con la expulsión de los Médici Piero, Giovanni y Giuliano.    

### Gonfaloniero de justicia
Los florentinos lo eligieron gonfaloniere vitalicio en 1502, pues deseaban conferir mayor estabilidad a las instituciones republicanas, que habían sido restauradas después de la derrocamiento de Pedro II de Médici y el martirio de Girolamo Savonarola.
El cronista florentino coetáneo Bartolomeo Cerretani lo describió de esta manera: 

Es rico y no tiene hijos. Su familia no tiene demasiados hombres ni está cargada de parientes. Tiene cincuenta años, es de estatura mediana, frente ancha, color cetrino, cabeza grande, cabellos negros y escasos; grave, elocuente, ingenioso, de poco ánimo y entendimiento poco firme; no muy letrado; vanidoso, parco, religioso, piadoso y sin vicios.

Su gobierno fue moderado e inteligente, aunque no tuviera las cualidades de un gran estadista. Durante su gestión introdujo un sistema de milicias nacionales para reemplazar a los mercenarios extranjeros, consiguió terminar la larga guerra con Pisa con la captura de esa ciudad por el ejército florentino en 1509 y recuperó también Montepulciano que tras una rebelión había quedado en manos de la República de Siena por obra de Pandolfo Petrucci.
Agradecido a Francia, que le había asistido, siempre se mantuvo favorable a los intereses franceses en la política interna italiana. Nicolás Maquiavelo, autor de El príncipe, sirvió bajo sus órdenes como embajador a César Borgia, a Roma y a Francia. Otro de los famosos amigos de Soderini fue el gran navegante italiano Américo Vespucio.

### Exilio
En el contexto de la guerra de la Liga de Cambrai, el papa Julio II concertó una alianza con Venecia, Inglaterra, Aragón, el Sacro Imperio Romano Germánico y los Cantones suizos para expulsar a los franceses de Italia, y en el congreso de Mantua de 1512 se decidió marchar contra Florencia, por ser el único aliado de Francia en la península.
En agosto un ejército bajo el mando de Raimundo de Cardona saqueó Prato, a unos veinte kilómetros de Florencia, y amenazó marchar contra esta; cediendo a las exigencias de Cardona, los embajadores Cosimo de' Pazzi, Jacopo Salviati y Paolo Vettori, pactaron la inmunidad de la ciudad a cambio del pago de una fuerte suma de dinero, el exilio de Soderini y el regreso de los Médici.
Tras pasar por Siena fingió dirigirse a Loreto, pero advertido por su hermano Francesco de las posibles represalias contra su persona por parte del papa Julio II por haber alojado en Florencia el Concilio de Pisa, Piero dobló hacia  Ancona y allí se embarcó hacia la República de Ragusa, donde desde hacía años estaba establecida una numerosa y potente colonia de emigrantes florentinos.  Tras su llegada a Dubrovnik se refugió en Orašac, llevando una vida discreta y segura durante los meses siguientes.
En febrero de 1513 murió Julio II, y en el cónclave que siguió fue elegido papa León X.   Todo hacía sospechar que el nuevo papa mantendría su enemistad contra los Soderini, pero el mismo mes de su elección el pontífice hizo las paces con Francesco Soderini y envió a Piero un breve invitándole a regresar a Roma.
Soderini vivió en Roma, trabajando para el progreso de Florencia, a la cual nunca se le permitió volver sino hasta su muerte.

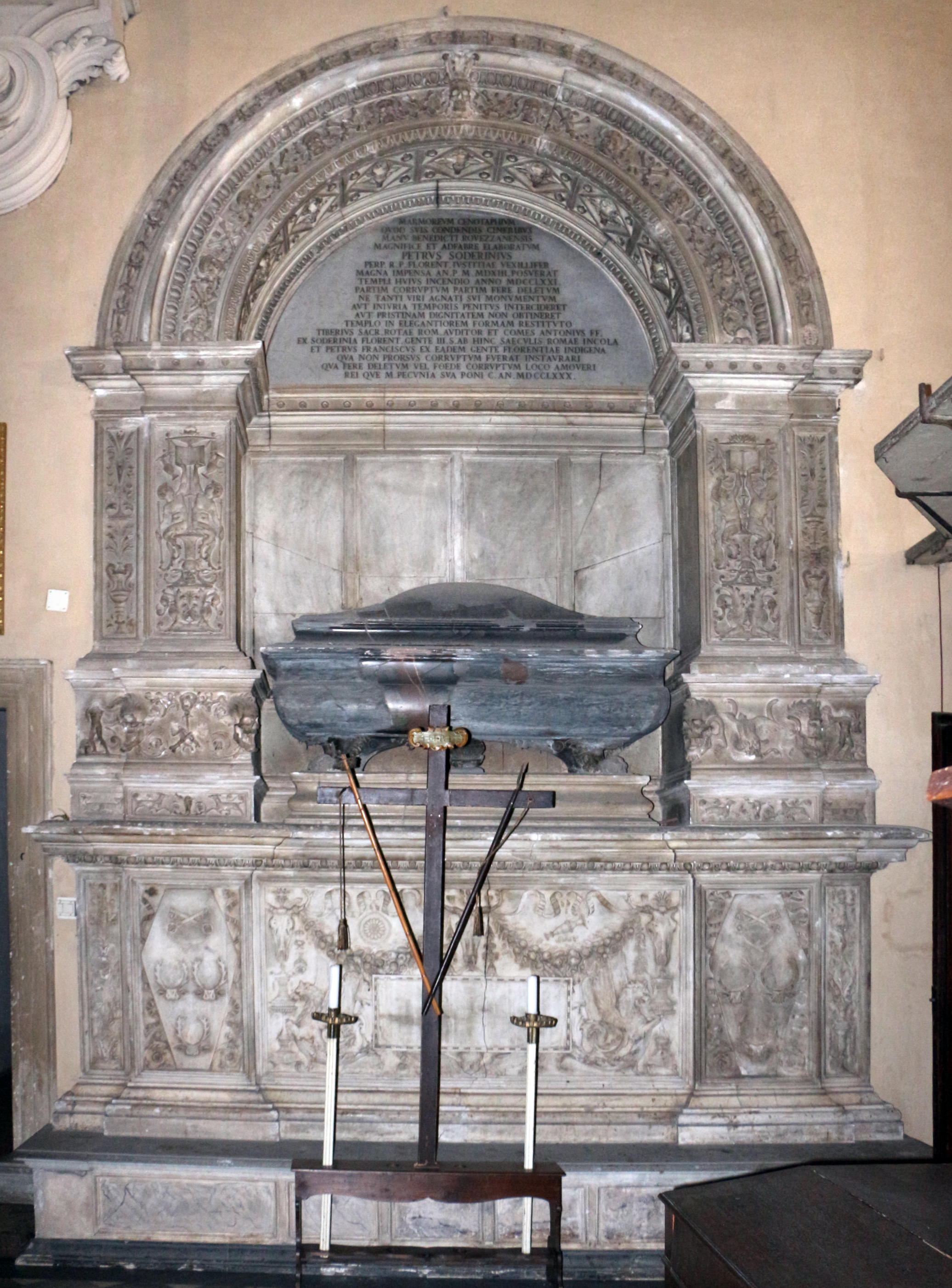
Su cenotafio en la iglesia del Carmine de Florencia.

### Muerte
En 1522 se descubrió una conspiración contra la vida del cardenal Giulio de Médici en la que estaban involucrados Piero y su hermano Francesco.  
Piero cayó enfermo poco después y murió en junio de ese mismo año.  Fue sepultado en la Basílica de Santa María del Popolo de esta misma ciudad, a pesar de que desde años antes Benedetto da Rovezzano ya había construido su sepultura en el coro de la iglesia de Santa María del Carmine de Florencia.
El mes siguiente la justicia de Florencia dictó sentencia contra los conspiradores e incluyó a Piero entre los condenados.  
Tras su fallecimiento, su esposa se retiró al monasterio delle Murate, donde murió a finales de 1547.

La notte che mori Pier Soderini
L'alma n'andó dell'inferno alla bocca;

Ma Pluto le gridó: anima sciocca!
¿Che inferno? Va nel limbo dei bambini.
La noche que murió Piero Soderini
Se presentó su alma en el infierno;

pero Plutón le gritó: alma tonta!
¿Qué infierno?  Vete al limbo de los niños.
Maquiavelo. 